# Pycnomma
A Pycnomma a csontos halak (Osteichthyes) főosztályának a sugarasúszójú halak (Actinopterygii) osztályába, ezen belül a sügéralakúak (Perciformes) rendjébe, a gébfélék (Gobiidae) családjába és a Gobiinae alcsaládjába tartozó nem.

## Rendszerezés
A nembe az alábbi 2 faj tartozik:
- Pycnomma roosevelti Ginsburg, 1939
- Pycnomma semisquamatum Rutter, 1904 - típusfaj